# Ematurga nigra
Ematurga nigra là một loài bướm đêm trong họ Geometridae.